# 2010年アジア競技大会における柔道競技
2010年アジア競技大会における柔道競技（2010ねんアジアきょうぎたいかいにおけるじゅうどうきょうぎ）は2010年11月13日から16日の4日間にわたって、中国の広州で開催された。
　　　　　　　　　　　　　

## 大会結果

### 男子
| 階級        | 金                 | 銀                              | 銅                                                |
| ----------- | ------------------ | ------------------------------- | ------------------------------------------------- |
| 60kg以下級  | リショド・ソビロフ | 平岡拓晃                        | 阿拉木斯 崔敏浩                                   |
| 66kg以下級  | 金周珍             | ミルゾヒド・ファルモノフ        | 森下純平 ホン・ククヒョン                         |
| 73kg以下級  | 秋本啓之           | 王己春                          | ナフルズ・ユラコビロフ ラスル・ボキエフ           |
| 81kg以下級  | 金宰範             | 高松正裕 イスラーム・ボズバエフ | 該当者なし                                        |
| 90kg以下級  | 小野卓志           | ディルショド・チョリエフ        | 曽漢捷 李奎遠                                     |
| 100kg以下級 | 黄禧太             | 穴井隆将                        | マクシム・ラコフ ラムジディン・サイドフ           |
| 100kg超級   | 金洙完             | アブドゥロ・タングリエフ        | 上川大樹 ムハンマド・レザ・ロダキ                 |
| 無差別      | 高橋和彦           | ムハンマド・レザ・ロダキ        | ムンフバータル・ハドバータル ウトキル・クルバノフ |

### 女子
| 階級       | 金       | 銀                           | 銅                                      |
| ---------- | -------- | ---------------------------- | --------------------------------------- |
| 48kg以下級 | 呉樹根   | 福見友子                     | バリジニャム・バトエルデネ 鄭貞娟       |
| 52kg以下級 | 中村美里 | ムンフバータル・ブンドゥマー | 何紅梅 安琴愛                           |
| 57kg以下級 | 松本薫   | 金珍迪                       | 連珍羚 トゥメンオド・バトゥーグス       |
| 63kg以下級 | 上野順恵 | 王沁芳                       | 金秀京 孔慈英                           |
| 70kg以下級 | 黄藝瑟   | 薛京                         | ツェンドアユシュ・ナランジャルガル 陳飛 |
| 78kg以下級 | 鄭敬美   | 緒方亜香里                   | ガリヤ・ウルメンタエワ 楊秀麗           |
| 78kg超級   | 杉本美香 | 秦茜                         | グルジャン・イサノワ 金ナ永             |
| 無差別     | 劉歓縁   | 金ナ永                       | 田知本愛 ドルジゴトビン・ツェレンハンド |

### 各国メダル数
| 順    | 国・地域             | 金 | 銀 | 銅 | 計 |
| ----- | -------------------- | -- | -- | -- | -- |
| 1     | 日本                 | 7  | 5  | 3  | 15 |
| 2     | 韓国                 | 6  | 3  | 5  | 14 |
| 3     | 中国                 | 2  | 1  | 4  | 7  |
| 4     | ウズベキスタン       | 1  | 3  | 3  | 7  |
| 5     | モンゴル             | 0  | 1  | 5  | 6  |
| 6     | カザフスタン         | 0  | 1  | 3  | 4  |
| 6     | 北朝鮮               | 0  | 1  | 3  | 4  |
| 8     | チャイニーズタイペイ | 0  | 1  | 2  | 3  |
| 9     | イラン               | 0  | 1  | 1  | 2  |
| 10    | タジキスタン         | 0  | 0  | 1  | 1  |
| Total | Total                | 16 | 17 | 30 | 63 |

## 判定を巡る騒動等
- 48kg級決勝の福見友子対中国の呉樹根戦では、呉が終始防戦一方であったにもかかわらず、2－1ながら判定勝ちを収めることになった。これに対して、女子代表監督の園田隆二は「(福見には)アグレッシブさがあり、国際柔道連盟が求める柔道をしていた」、国際柔道連盟審判委員の川口孝夫も「3-0で福見が勝っていた」、さらに強化委員長の吉村和郎も「あんな判定をしていたら中国自体が疑われる。100人が見たら、100人が福見の勝ちだと言う」と不可解な判定に異議を唱えた。地元の観客の異常なまでの盛り上がりが、主審のモンゴル人審判・副審の韓国人審判に影響を与えたとも指摘されている[2][3]。

- 63kg級準決勝の上野順恵対北朝鮮の金秀京戦では、上野が「グーで5、6発も殴られた」格好になり、左目が大きく腫れ上がる事態になったものの、指導2で勝利した。この試合で審判は金秀京の反則を取らなかった。試合後の検査では打撲と診断された。全柔連は今回の件で国際柔道連盟に上野が殴られた準決勝の映像を提出して問題提起した[4][5][6]。

- 81kg級で2位になったウズベキスタンのショキール・ムミノフのドーピング違反が発覚したために、3位だった高松正裕とカザフスタンのイスラーム・ボズバエフが2位に繰り上がることになった[7]。

## 外部サイト
- Asian Games Guangzhou